# Erin Mielzynski
Erin Mielzynski nació el 25 de mayo de 1990 en Brampton (Canadá), es una esquiadora que tiene 1 victoria en la Copa del Mundo de Esquí Alpino (con un total de 2 podiums).

## Resultados

### Juegos Olímpicos de Invierno
- 2010 en Vancouver, Canadá
  - Eslalon: 20.ª

### Campeonatos Mundiales
- 2011 en Garmisch-Partenkirchen, Alemania
  - Eslalon: 16.ª
- 2013 en Schladming, Austria
  - Eslalon: 17.ª
- 2015 en Vail/Beaver Creek, Estados Unidos
  - Eslalon: 6.ª

### Copa del Mundo

#### Clasificación General Copa del Mundo
- 2009-2010: 131.ª
- 2010-2011: 97.ª
- 2011-2012: 42.ª
- 2012-2013: 40.ª
- 2013-2014: 70.ª
- 2014-2015: 42.ª

#### Victorias en la Copa del Mundo (1)

##### Eslalon (1)
| Fecha              | Lugar        |
| ------------------ | ------------ |
| 4 de marzo de 2012 | Ofterschwang |